# شبكة المنظمات الأهلية البيئية الفلسطينية
شبكة المنظمات الأهلية البيئية الفلسطينية (PNGON) هي منظمة غير حكومية غير ربحية لها تفويض بحماية البيئة في فلسطين من خلال العمل كهيئة تنسيق للمنظمات البيئية الفلسطينية الموجودة في الضفة الغربية وقطاع غزة. بدأت شبكة المنظمات الأهلية البيئية الفلسطينية بعد انتفاضة الأقصى عام 2000 بسبب تزايد مطالب المنظمات البيئية الفلسطينية بالدفاع عن البيئة الفلسطينية.

## تاريخ المنظمة
تتكون شبكة المنظمات الأهلية البيئية الفلسطينية من 21 منظمة عضو لها أهداف تغطي مجموعة واسعة من القضايا البيئية مثل الدفاع عن الأراضي ضد سوء الاستخدام، والزراعة المستدامة، والحفاظ على المياه، والقضايا الريفية، والتنمية المستدامة، وحماية التراث الثقافي، والصحة والصرف الصحي، وحماية التنوع البيولوجي، وحقوق الإنسان و المشاركة المجتمعية.
تتكون الجمعية العامة لـ شبكة المنظمات الأهلية البيئية الفلسطينية من جميع أعضائها. تتكون لجنة التنسيق من سبعة أعضاء يتم انتخابهم كل عامين من قبل الجمعية العامة.
شبكة المنظمات الأهلية البيئية الفلسطينية هي منظمة شاملة للمنظمات البيئية الفلسطينية العاملة في كل من الضفة الغربية وقطاع غزة. تركز شبكة المنظمات الأهلية البيئية الفلسطينية على حماية البيئة الفلسطينية في سياق الاحتلال العسكري الإسرائيلي. لذلك، يتم تنسيق الجهود البيئية مع حملات العدالة الاجتماعية وأيضًا دمج الحقوق الاجتماعية والاقتصادية والثقافية من أجل حماية البيئة والدفاع عنها.

## المنظمات الأعضاء
المنظمات الأعضاء في شبكة المنظمات الأهلية البيئية الفلسطينية هي:
- جمعية الأرض للتوعية وحماية البيئة
- معهد الأبحاث التطبيقية – القدس (أريج)
- مركز الخدمات الزراعية (TCAS)
- مركز التطوير في الرعاية الصحية الأولية (CDPHC) - جامعة القدس
- معهد دراسات المياه، جامعة بيرزيت
- جمعية التنمية والبيئة - مركز بلدنا الثقافي
- مركز أبحاث الأراضي (LRC)
- الجمعية الفلسطينية لحماية حقوق الإنسان
- اللجنة المحلية لحماية البيئة نابلس
- مركز التنمية معان
- لجان الإغاثة الزراعية الفلسطينية (PARC)
- الجمعية الفلسطينية للتبادل الثقافي (PACE)
- مجموعة الهيدرولوجيين الفلسطينيين (PHG)
- مركز الطرق والسلامة البيئية (RESC)
- جمعية حماية البيئة جنين
- اتحاد لجان العمل الزراعي (UAWC)
- اتحاد لجان الإغاثة الطبية الفلسطينية (UPMRC)
- دائرة المياه والبيئة - بلدية رام الله
- وحدة أبحاث المياه والتربة البيئية (WSERU)، جامعة بيت لحم
- مركز دراسات المياه والبيئة، جامعة النجاح الوطنية
- جمعية الحياة البرية في فلسطين (WLPS)

## روابط خارجية
- شبكة المنظمات غير الحكومية الفلسطينية البيئية